# Robert Charroux
Robert Charroux là bút danh nổi tiếng nhất của Robert Joseph Grugeau (7 tháng 4 năm 1909 – 24 tháng 6 năm 1978). Ông là một tác giả người Pháp được biết đến với các tác phẩm viết về chủ đề phi hành gia cổ đại.

## Nghề nghiệp
Charroux làm việc cho bưu điện Pháp và đã viết tám tác phẩm hư cấu trong khoảng thời gian 1942-1946 bằng bút danh Saint-Saviol. Ông cũng đã viết kịch bản cho mục truyện tranh của Pháp, Atomas, về một siêu anh hùng hoạt động bằng năng lượng nguyên tử, xuất hiện trên tạp chí hàng tuần Mon Journal vào cuối những năm 1940. Đối với cùng một tạp chí Charroux đã viết một cuộc phiêu lưu khoa học viễn tưởng dưới dạng truyện đăng dài kỳ, Prof. Barthelemy's Flying Island (Đảo bay của Giáo sư Barthelemy). Đầu tiên ông bắt đầu sử dụng bút danh Charroux vào năm 1942, đó trở thành bút danh thông thường của ông từ năm 1962 trở đi.
Robert Charroux kết hôn với Yvette Bernuchot vào tháng 4 năm 1930. Họ sinh sống ở rue St Sulpice tại Paris vào cuối những năm 1950.
Năm 1976, ông bắt đầu thực hiện kế hoạch được chôn cất tại nghĩa trang vùng Charroux.

## Nhà du hành vũ trụ cổ
Charroux là người tiên phong của lý thuyết về các phi hành gia cổ đại, xuất bản ít nhất sáu tác phẩm phi hư cấu trong thể loại này trong thập kỷ cuối cùng của cuộc đời ông, bao gồm One Hundred Thousand Years of Man's Unknown History (Một trăm ngàn năm lịch sử chưa được biết đến của loài người, 1963, 1970), Forgotten Worlds (Thế giới bị lãng quên, 1973), Masters of the World (Chúa tể thế giới, 1974), The Gods Unknown (Những vị thần vô danh, 1974) và Legacy of the Gods (Di sản của các vị thần, 1974).
Ảnh hưởng đến tác phẩm đầu tiên của Charroux (trong phiên bản năm 1963) dựa trên những cuốn sách đầu tiên của Erich von Däniken (khoảng 1966), cũng như ảnh hưởng của những cuốn sách đầu tiên của Von Däniken đối với Charroux, nhưng dường như Von Däniken đã được đánh giá cao không kém phần quen thuộc với một tác phẩm trước đó của Pháp, The Morning of the Magicians (Buổi sáng của các Pháp sư) của Louis Pauwels và Jacques Bergier (1960), có khả năng là nguồn cảm hứng trực tiếp cho cả Charroux và Von Däniken. Nhà xuất bản của Charroux đã liên lạc với Von Däniken vào tháng 3 năm 1968 liên quan đến bằng chứng đạo văn, với kết quả là các bản in sau đó của Chariots of the Gods (Cỗ xe của các vị thần) và Return to the Stars (Trở về các vì sao) ít nhất đã đề cập đến Charroux trong thư mục tham khảo.
Các lý thuyết của Charroux liên quan đến các phi hành gia cổ đại đã bị nhà khảo cổ học người Pháp Jean-Pierre Adam chỉ trích vào năm 1975. Các tác phẩm của ông đều được mô tả là giả lịch sử.

## Quan điểm khác
Một số người xem các tác phẩm của ông là ví dụ về chủ nghĩa Celt. Chủ nghĩa Celt, tương tự như chủ nghĩa Bắc Âu, là một phong trào dân tộc phổ biến ở Pháp và các nước Celt vào đầu thế kỷ 20. Ông đề nghị trong cuốn sách Lost Worlds: Scientific Secrets of the Ancients (Thế giới đã mất: Bí mật khoa học của người xưa), rằng người Maya và người Peru cổ đại là dân di cư Celt cổ đại. Theo Charroux, nến Paracas và những hình vẽ trên cao nguyên Nazca được tạo ra bởi một nền văn minh tiền Celt, có lẽ giống như những người đã tạo ra hình vẽ Người khổng lồ ở Wilmington tại Sussex nước Anh. Ông cũng liên quan đến các vị thần da trắng được đề cập trong Popul Vuh để chỉ người Celt cổ xuất xứ từ lục địa Hyperborea.
Viết trong cuốn Lost Worlds Charroux đã từ chối thuyết tiến hóa, thay vào đó, ông lập luận cho sự thoái hóa của con người. Charroux tuyên bố rằng nhân loại đang thụt lùi và vượt trội trong quá khứ; ông tuyên bố rằng "Atlantis và Mu không phải là giấc mơ của các nhà tâm linh, mà là thực tế của một kỷ nguyên bí ẩn". Ông giải thích thêm rằng người Atlantis và người Hyperborea là tổ tiên của người hiện đại, và những người đầu tiên trên Trái Đất ban đầu đều là những cư dân có nguồn gốc ngoài hành tinh.
Không giống như hầu hết các nhà văn theo thuyết phi hành gia cổ đại, Charroux rất quan tâm đến chủ nghĩa chủng tộc. Theo Charroux, Hyperborea nằm giữa Iceland và Greenland và là quê nhà của một chủng tộc da trắng Bắc Âu với mái tóc vàng và đôi mắt xanh. Charroux tuyên bố rằng chủng tộc này có nguồn gốc ngoài Trái Đất và ban đầu đến từ một hành tinh lạnh giá nằm cách xa Mặt Trời. Charroux cũng xác nhận rằng người da trắng thuộc chủng Hyperborea và tổ tiên của họ, người Celt đã thống trị toàn thế giới trong quá khứ cổ đại. Một số trong những niềm tin này đã ảnh hưởng đến chủ nghĩa phát xít bí truyền như tác phẩm của Miguel Serrano.

## Rennes-le-Château
Robert Charroux đã phát triển mối quan tâm tích cực đối với kho báu được cho là của Rennes-le-Château, sau những tuyên bố của Noel Corbu trên báo chí địa phương vào năm 1956 rằng nó được phát hiện bởi Bérenger Saunière vào cuối thế kỷ 19. Năm 1958, cùng với vợ Yvette và Denise Carvenne, thành viên của Câu lạc bộ Tìm kiếm Kho báu (mà ông thành lập năm 1951), ông đã mò mẫm ngôi làng và nhà thờ của nó để tìm kho báu bằng máy dò kim loại. Charroux cũng đã phân phát một tờ rơi về điều này mang tên L'ébouriffante histoire du "curé aux milliards" không tồn tại, nhưng được nhắc đến trên các tờ báo của Pháp thời kỳ này. Ông đã mô tả các hoạt động của mình ở đó trong cuốn sách năm 1962 mang tên Trésors du Monde enterrées, emmurés, engloutis (Fayard) được xuất bản bằng tiếng Anh năm 1967.

## Ấn phẩm
- One Hundred Thousand Years Of Man's Unknown History (1963) (bản dịch tiếng Anh 1970)
- Treasures Of The World (1967)
- The Mysterious Unknown (1972)
- Lost Worlds: Scientific Secrets of The Ancients and Their Warning For Our Time (1973)
- The Mysterious Past (1974)
- Legacy Of The Gods (1974)
- The Mysteries Of The Andes (1976)
- Masters Of The World: Groundbreaking New Revelations About The Ancient Astronauts (1979)